# Simon Basch
Simon Basch magyaros névalakban Basch Simon (? – Szászváros, 1677) evangélikus lelkész.
Nagyszebenről származott, 1659-ben Wittenbergben tanult, ezután 13 éven át, egész haláláig Szászvárosban volt lelkész.
Munkái
- Dissertatio philosophica de materia prima peripatetica. Vittebergae, 1659.
- Disputatio astronomica de stellis erraticis extraordinariis seu cometis. Uo., 1659.

Kéziratban maradtDe acerbis Transilvaniae vicissitudinibus című munkája.